# Hideo Furukawa
(Furukawa Hideo, prefazione di Belka)
Hideo Furukawa (古川日出男?, Furukawa Hideo; Kōriyama, 11 luglio 1966) è uno scrittore giapponese, vincitore di numerosi premi letterari.

## Biografia
Nato l'11 luglio 1966 a Kōriyama, nella prefettura di Fukushima, è il secondo di due figli. Fin da piccolo matura un grande interesse per la musica, il cinema e il teatro.
Frequenta la scuola superiore Asaka di Fukushima, al tempo solo maschile. Pur mantenendo difficili rapporti con la scuola e l'autorità, riesce a sviluppare una forte passione per il teatro e per la musica britannica. La lettura di numerosissime opere teatrali, in particolare quelle di Shimizu Kunio, lo introduce al mondo del teatro, interesse che coltiverà per molto tempo, così come l'amore per la band Psychic TV e per la musica industrial, influenzeranno fortemente la sua formazione.
A diciotto anni, dopo il diploma, si trasferisce a Tokyo, dove si iscrive alla facoltà di letteratura dell'Università di Waseda, poi abbandonata senza completare gli studi.
Inizia a lavorare nel campo dell'editoria come scrittore freelance, si occupa del debug di videogiochi e al contempo inizia a scrivere per il teatro: all'età di 25 anni ha al suo attivo quasi 30 opere teatrali. Le sue conoscenze in campo teatrale gli permettono di entrare in contatto con il mondo del romanzamento dei videogiochi. Partecipa a un concorso per la stesura di un testo in prosa a tema fantascientifico, indetto dalla Hayakawa Publishing Corporation, ma ne viene escluso perché l'opera presentata non viene ritenuta aderente al genere.

### Carriera letteraria
Nel 1992 si occupa della trasposizione letteraria del gioco per Game Boy Wizardry Gaiden II: Curse of the Ancient Emperor, di cui pubblica il primo volume nel 1994 con il titolo Wizardry Gaiden II: King of the Sands. In seguito, a causa delle notevoli pressioni e delle restrizioni di stile che gli vengono imposte da parte degli editori, abbandona questo lavoro. A Higashimurayama, dove si trasferisce, inizia la stesura del suo primo romanzo, 13, con il quale debutterà ufficialmente come scrittore quattro anni dopo, nel 1998. È un'opera di stampo autobiografico, che contiene riferimenti al mondo del cinema e alla fuga avvenuta dalla città natale. Nello stesso anno dà alle stampe anche Chinmoku (沈黙, letteralmente Silenzio), focalizzato sul mondo della musica.
Da quel momento inizia per Furukawa un periodo di grande produttività: nel 2000 pubblica il romanzo Abishinian (アビシニアン, Abissino), una storia d'amore ispirata ad un episodio di Chinmoku, e nel 2001 Arabia no yoru no shuzoku (アラビアの夜の種族, Le tribù notturne dell'Arabia), con il quale vince la 55ª edizione del Mystery Writers of Japan Award e la 23ª edizione del Nihon SF Taishō Award. Quest'opera è ambientata in Egitto nel 1798, al tempo della Campagna d'Egitto di Napoleone, e tratta di un piano per sventare la conquista francese del Paese. Nella "nota alla traduzione" inserita all'inizio del testo, l'autore lascia credere erroneamente che si trattasse della traduzione in giapponese di un anonimo testo inglese.
Nel 2003 inizia la pubblicazione a puntate sul mensile Shōsetsu Subaru di testi che sarebbero poi divenuti Soundtrack e Gift e al contempo propone alla casa editrice Media Factory di produrre quattro remix a tributo di opere di Murakami Haruki. Da questo progetto, realizzato in collaborazione con altri tre autori, nascerà Chūgoku yuki no surō bōto RMX (中国行きのスロウボートRMX, letteralmente Una lenta barca verso la Cina remix), ispirato all'omonimo romanzo breve di Murakami del 1980.
Nel 2003 pubblica Tokyo Soundtrack (サウンドトラック, Saundotorakku), considerato dall'autore stesso come un punto di svolta nella sua carriera, perché rappresenta il suo primo vero e proprio tentativo di ribellione alla forma classica del romanzo. La storia è ambientata nel 2009, in una Tokyo apparentemente distopica, tropicale e apocalittica, ostile e xenofoba, ma che rispecchia in parte i problemi che caratterizzano le realtà metropolitane del tempo. In questa città allo sbando, un ragazzo e una ragazza, con un passato difficile e un lungo periodo trascorso in un'isola deserta, sono costretti a ritornare a vivere in una città e in una società in cui si riconoscono. La storia è una sorta di romanzo di formazione; affronta diverse tematiche, come l'identità sessuale, le migrazioni e il rapporto tra tecnologia e natura.
Nel 2004 escono il romanzo Bodi ando sōru (ボディアンドソウル, Body and soul), una trascrizione in prima persona di conversazioni tenute dall'autore con amici ed editori, e la raccolta di venti racconti Gift, le cui tematiche principali sono l'isolamento, gli animali e la disperazione.
Nel 2005 pubblica Belka (ベルカ、吠えないのか？, Beruka hoenai no ka?), nominato per la 133ª edizione del premio Naoki e selezionato dal Japanese Literature Publishing Project per essere tradotto in inglese, francese e russo. La storia, ambientata nel 1942 a ridosso della Seconda guerra mondiale, vede come protagonisti quattro cani appartenenti alle unità cinofile nipponiche, abbandonati su due isole al largo dell'Alaska, dopo la riconquista americana di quei territori nella battaglia delle Midway. Catturati dagli americani, questi cani straordinari vengono selezionati, allevati, addestrati e successivamente impiegati in conflitti cruciali a livello globale.
Il 2005 è anche l'anno di LOVE, un'opera ibrida, a metà strada tra un romanzo e una raccolta di quattro racconti indipendenti, intervallati da altrettanti interludi che vedono dei gatti come protagonisti. L'anno successivo verrà insignita del 19° Mishima Prize. Nonostante l'autonomia delle diverse storie, i quattro racconti sono fra loro legati da un filo conduttore tematico e spazio-temporale: si sviluppano in ordine cronologico dall'autunno all'estate, sono ambientati nell'area della baia di Tokyo e sono caratterizzati dalla presenza di felini e da incontri insoliti. Dello stesso periodo è il romanzo di minor successo Rokkunrōru shichibu saku (ロックンロール七部作, letteralmente Eptalogia del rock‘n’ roll), in cui l'autore descrive la storia di un secolo di rock'n'roll.
Nel 2006 Furukawa pubblica la raccolta di otto racconti Rūto 350 (ルート３５０, Route 350), apparsi tutti, eccetto due, sulla rivista Shōsetsu Gendai tra il 2003 e il 2006. Condividono con la produzione precedente la presenza di animali e l'utilizzo della componente storica. Nello stesso anno viene dato alle stampe Bokutachi wa arukanai (僕たちは歩かない, letteralmente Noi non camminiamo), un romanzo di poco più di cento pagine che ha come tema la mancanza di tempo e che restituisce un'immagine accurata della situazione frenetica di Tokyo. Nel 2006 lo scrittore dà anche inizio alle letture dal vivo dei suoi romanzi.
Nel 2007 pubblica il romanzo Samābakēshon EP (サマーバケーションEP, Summer Vacation EP) e la raccolta di tre lunghi racconti indipendenti Haru, Haru, Haru (ハル、ハル、ハル), costituita dall'omonimo Haru, Haru, Haru, da Surōmōshon (スローモーション, Slow Motion) e da 8 Dogguzu (８ドッグズ, 8 dogs). Dello stesso anno è il romanzo Goddosutā (ゴッドスター, Godstar), il cui titolo è ispirato a una canzone degli Psychic TV. Scritto senza mai utilizzare la virgola, è ricco di dialoghi incalzanti che conferiscono alla storia un ritmo sostenuto.
Nel 2008 vede la luce Seikazoku (聖家族, letteralmente La Sacra Famiglia), la cui pubblicazione su riviste online era iniziata nel 2006. Il libro ripercorre 700 anni di storia di una famiglia della regione di Tōhoku, e rappresenta per l'autore una sorta di ritorno a casa sotto il profilo letterario. In questo stesso periodo collabora con musicisti e altri artisti alla produzione di un CD e pubblica un libro di interviste. La storia MUSIC è stata registrata su CD e messa sul mercato nel 2010 come sequel di LOVE. Nello stesso anno pubblica anche due raccolte: una di 44 racconti intitolata 4444 , l'altra dal titolo Non+Fikushon (ノン＋フィクション, Non+Fiction), che comprende sia racconti che commedie. Nel 2011 esce un'altra raccolta di racconti, TYOGoshikku (TYO ゴシック, TYO Gothic).
Nel 2015 Furukawa viene insignito del Yomiuri Prize per Onnatachi sanbyakunin no uragiri no sho (女たち三百人の裏切りの書, letteralmente Il libro della congiura delle trecento donne). Ad oggi l'autore ha raggiunto la quota di trenta opere.

## L'interesse per Fukushima
Furukawa ha mostrato una grande sensibilità nei confronti del disastro di Fukushima dell'11 marzo 2011, dichiarando il suo personale desiderio di agire, commisto al profondo senso di impotenza dovuto alla consapevolezza della futilità delle parole di fronte alla catastrofe avvenuta.  Nel tentativo di riflettere sull'entità di tale sofferenza, ha composto nello stesso anno il romanzo Umatachi yo, soredemo hikari wa muku de (馬たちよ、それでも光は無垢で, letteralmente Cavalli, alla fine la luce rimane pura) nel quale ha descritto il viaggio da Tokyo a Fukushima compiuto nell'estate del 2011. L'opera è stata pubblicata sulla rivista Shinchō e, a quattro mesi dall'incidente, sotto forma di romanzo. Sempre nel 2011 ha dato avvio al Milkyway Railway Project, un adattamento teatrale di Ginga tetsudō no yoru (銀河鉄道の夜, letteralmente Una notte sul treno della Via Lattea) di Miyazawa Kenji, messo in scena dallo stesso Furukawa. L'opera, portata in tour dallo scrittore e dal suo staff costituito dal poeta Suga Keijiro, dal musicista Kojima Keitaneylove e dal traduttore Shibata Motoyuki, ha condotto nel 2014 alla realizzazione del documentario Hontō no uta (本当の歌, letteralmente La canzone della verità) diretto da Kawai Hiroki, che racconta le diverse fasi di due anni di tour.
Furukawa ha inoltre collaborato alla raccolta Scrivere per Fukushima (震災とフィクションの 距離, Shinsai no fikushon no kyori) pubblicata in Giappone da Waseda Bungakukai nel 2012, il cui ricavato è stato devoluto a sostegno dei sopravvissuti di Fukushima.
È stato anche promotore del workshop tenutosi nella regione di Tohōku dal 2013 al 2015, intitolato Tadayō Manabiya (ただようまなびや, The drifting classroom, letteralmente La scuola fluttuante) con il quale si è proposto di fornire alle persone coinvolte nell'incidente di Fukushima gli strumenti pratici per esprimere, tramite la letteratura, le proprie esperienze e i propri pensieri sul disastro avvenuto. Al progetto ha preso parte, tra gli altri, anche Murakami Haruki che si è offerto di insegnare gratuitamente nella classe di Furukawa.

## Influenze e temi
Nonostante Furukawa sia uno scrittore dallo stile estremamente eterogeneo e propenso alla sperimentazione, nei suoi lavori è possibile riscontrare la presenza di temi ricorrenti, quali l'importanza attribuita ai film e alla musica, la passione per l'oralità, riflessa in una prosa dal ritmo incalzante, l'uso di figure di animali, talvolta presenti nelle sue storie nel ruolo di protagonisti. Per quanto riguarda questi ultimi, come si osserva ad esempio in Beruka hoenai no ka? e Umatachi yo, soredemo hikari wa muku de, essi rappresentano il convincimento dello scrittore che l'unico modo per osservare l'agire umano in maniera efficace sia tramite gli occhi di non umani. Per lo stesso motivo le sue narrazioni hanno spesso un'ambientazione lontana nel tempo e nello spazio rispetto al suo contesto culturale, in modo da poter permettere di cogliere più a fondo, tramite un cambio di prospettiva, le complessità del presente.
L'autore rivela un grande interesse nei confronti della letteratura giapponese classica: l'opera Onnatachi sanbyakunin no uragiri no sho, pubblicata nel 2015, è un remake in chiave moderna del Genji Monogatari (源氏物語), ed è in fase di studio la riscrittura in lingua giapponese moderna dello Heike Monogatari (平家物語).
Tra le figure letterarie che gli hanno fornito maggior ispirazione, Furukawa annovera in ambito nipponico Murakami Haruki e Nakagami Kenji, e per quanto riguarda gli scrittori di altri paesi, l'autore statunitense Steve Erickson e il colombiano Gabriel García Márquez.

## Opere

### Romanzi
- 1998 13
- 1998 沈黙 Chinmoku (traduzione letterale: Silenzio)
- 2000 アビシニアン Abishinian (traduzione letterale: Abissino)
- 2001 アラビアの夜の種族 Arabia no yoru no shuzoku (traduzione letterale: Le tribù notturne dell'Arabia)
- 2003 中国行きのスロウボートRMX Chūgoku yuki no surō bōto RMX: Una lenta nave per la Cina. Murakami RMX, Palermo, Sellerio, 2020 traduzione di Gianluca Coci
- 2003 サウンドトラック Saundotorakku : Tokyo soundtrack, Palermo, Sellerio, 2018 traduzione di Gianluca Coci ISBN 88-389-3742-7.
- 2004 ボディ・アンド・ソウル Bodi ando sōru (Body and Soul)
- 2005 ベルカ、吠えないのか？Beruka hoenai no ka? : Belka, Palermo, Sellerio, 2013 traduzione di Gianluca Coci ISBN 978-88-389-3056-0.
- 2005 ロックンロール七部作  Rokkunrōru shichibu saku (traduzione letterale: Eptalogia del rock ‘n’ roll)
- 2006 僕たちは歩かない Bokutachi wa arukanai (traduzione letterale: Noi non camminiamo)
- 2007 サマーバケーションEP Samā bakēshon EP (Summer Vacation EP)
- 2007 ゴッドスター Goddosutā (Godstar)
- 2008 聖家族 Seikazoku (traduzione letterale: La Sacra Famiglia)
- 2010 MUSIC
- 2011 馬たちよ、それでも光は無垢で Umatachi yo, soredemo hikari wa muku de (traduzione letterale: Cavalli, alla fine la luce rimane pura)
- 2012 春の先の春へ震災への鎮魂歌「春と修羅」をよむ Haru no saki no haru he shinsai he no rankonka: “Haru to shura” wo yomu  (traduzione letterale: Requiem della primavera precedente alla primavera del terremoto. Leggere: "La primavera e gli Asura" )
- 2012 ドッグマザー Doggumazā (Dog mother)
- 2012 舗装道路の消えた世界 Hosōdōro no kieta sekai (traduzione letterale: Un mondo senza asfalto)
- 2013 南無ロックンロー ル二十一部経  Namu rokkunrōru nijū ichibu kyō (traduzione letterale: Una copia del sūtra Amen Rock 'n' Roll 20)
- 2015 女たち三百人の裏切りの書  Onnatachi sanbyakunin no uragiri no sho (traduzione letterale: Il libro della congiura delle trecento donne)
- 2016 あるいは修羅の十億年 Arui wa shura no jūokunen (traduzione letterale: Un miliardo di anni di Asura)

### Raccolte
- 2004 gift
- 2005 LOVE
- 2006 ルート３５０ Rūto 350 (Route 350)
- 2007 ハル、ハル、ハル Haru, Haru, Haru
- 2010 4444
- 2011 TYO ゴシック TYOgoshikku (TYO Gothic)
- 2011 ノン＋フィクション Non+Fikushon (Non+Fiction)
- 2012 震災とフィクションの 距離 Shinsai no fikushon no kyori

Scrivere per Fukushima di AA. VV., Roma, Atmosphere Libri, 2013 ISBN 978-88-6564-051-7.

## Riconoscimenti letterari
- 2002 Nihon SF Taishō Award: per Arabia no yoru no shuzoku
- 2002 Mystery Writers of Japan Award: per Arabia no yoru no shuzoku
- 2005 Premio Naoki: nomination per Belka
- 2006 Premio Mishima Yukio: per LOVE
- 2015 Premio Yomiuri: per Onnatachi sanbyakunin no uragiri no sho
- 2015 Noma Literary New Face Prize: per Onnatachi sanbyakunin no uragiri no sho